# Pán Péter (szereplő)
Pán Péter J. M. Barrie skót regény- és drámaíró műveinek visszatérő szereplője; egy csintalan fiú, aki tud repülni, soha nem nő fel, örök gyermekkorát pedig Sohaország szigetén tölti az Elveszett Fiúk vezetőjeként. Kalandjai során sellőkkel, indiánokkal, tündérekkel és kalózokkal találkozik, és néha olyan gyerekekkel is, akik Sohaországon kívülről érkeztek.

## Történet

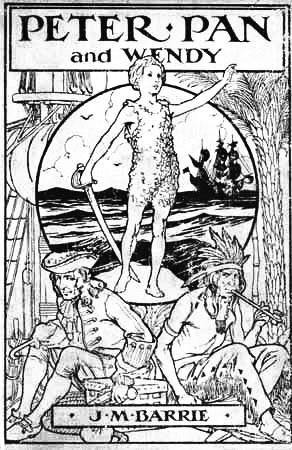
A regény 1915-ös kiadása F. D. Bedford illusztrációival

Pán Péter először 1902-ben tűnt fel Barrie A kis fehér madár című felnőtteknek szóló regényében. Legismertebb kalandját az 1904. december 27-én bemutatott Pán Péter, avagy a fiú, aki sosem nő fel című színdarab dolgozta fel. 1911-ben a színmű alapján megszületett a Péter és Wendy című regény. (Későbbi címén Pán Péter és Wendy, majd Pán Péter)
Az 1904-es darab sikerének hatására Barrie kiadója, a Hodder and Stoughton A kis fehér madár 13-18. fejezetét átdolgozva és Arthur Rackham képeivel illusztrálva 1906-ban kiadta a Pán Péter a Kensington Parkban című regényt.

## Megjelenés
Barrie csak keveset árul el Péter külsejéről, a részleteket az olvasó fantáziájára bízza. A Péter és Wendyben elmondja, hogy még tejfogai vannak. Úgy mutatja be, mint egy bájos mosolyú fiú, aki falevelekből szőtt ruhát visel.
Színpadi művekben Pán Péter szerepét hagyományosan egy fiatal felnőtt nő játszotta.
A Peter Pan in Scarlet című könyvben, Geraldine McCaughrean megemlíti a fiú kék szemét és világos haját. Ebben a regényben Sohaországban ősz van, Péter ruháját juharlevelek és madártollak alkotják. A Dave Barry és Ridley Pearson által írt Péter és a csillagfogókban, Péternek répasárga haja és fénylő kék szeme van.
A Disney filmekben Péter ruháját úgy tervezték, hogy könnyebb legyen animálni. Rövid ujjú zöld felsőt visel harisnyával és pirostollas sapkával. Hegyes, manószerű füle és vörös haja van.
A 2003-as Pán Péter című filmben Jeremy Sumpter játssza a főszereplőt, akinek kékeszöld szeme és szőke haja van. Ruhája levelekből és szőlőindákból áll. A Hookban az őt alakító Robin Williamsnek sötétbarna haja van, ami fiatalkori emlékeiben még világos. Öltözéke nagyban hasonlít a Disney által kitalálthoz.

## Életkor

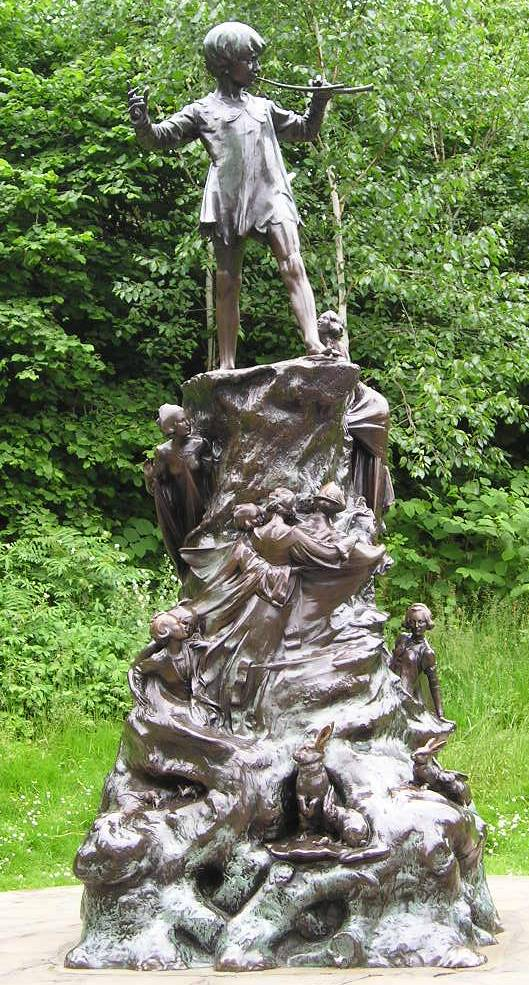
Pán Péter szobra a londoni Kensington Parkban.

A soha fel nem növő fiú karakterének alapjául J. M. Barrie bátyja szolgált, aki egy nappal a 14. születésnapja előtt egy korcsolyabalesetben életét vesztette, és így édesanyja emlékeiben örökké gyerek maradt.
Péter életkora a különböző feldolgozásokban eltérő.
A kis fehér madárban való legelső megjelenésekor mindössze egyhetes.
Bár a későbbi művekben Barrie nem említi, de a különböző leírásokból nyilvánvaló, hogy évekkel idősebb lett. A könyv szerint már megvan az összes tejfoga, a Kensington Parkban felállított szobra modelljéül pedig Barrie a hatéves Michael Llewelyn Daviest választotta. A korai illusztrációk is hasonló korú, vagy néhány évvel idősebb fiúként ábrázolják. A Disney 1953-as és 2002-es feldolgozásában Péter a kései gyermekéveiben jár, nagyjából 10 és 13 év között. (Az 1953-as rajzfilmben a karakter hangját adó Bobby Driscoll 15 éves volt). A 2003-as filmben Jeremy Sumpter 13 évesen kezdte el a forgatást, a végére pedig 14 lett, és közben több mint tíz centit nőtt.
A Hook című filmben Péter elhagyta Sohaországot és feladta örök fiatalságát. Régi emlékeit visszaidézve feltűnik, hogy a felnőtté válás Sohaországban sem áll meg teljesen, legalábbis tizenéves korig. Egy másik lehetőség szerint Sohaországot elhagyva mindig egy kicsit idősebb lett. Mikor a záró jelenetekben Péter azt mondja Hooknak: "Úgy emlékszem, magasabb voltál", az így válaszol: "Egy tízévesnek hatalmas vagyok". A filmben a felnőtt Péter szerepét Robin Williams játssza, aki a forgatás időpontjában 40 éves volt.

## Személyiség
Péter a gondtalan és állandóan dicsekvő fiú mintapéldánya. Mindig szeret rámutatni, hogy milyen nagyszerű is ő, még akkor is, ha nincs igaza. (Például saját magát dicséri meg, mikor Wendy visszavarrja az árnyékát.) A regényben, a színdarabban és a filmes feldolgozásokban is Péter megszemélyesíti vagy legalábbis jelképezi a gyermekkor önzését. Barrie műveiben ezt a fiú állandó feledékenységén és énközpontú gondolkodásán keresztül mutatja be.
Péter hanyag és nemtörődöm, hírből sem ismeri a félelmet. Barrie azt írja, mikor Péter azt hitte, hogy a Számkivetettek Szikláján meg fog halni, megijedt ugyan, ám csak egyetlenegyszer remegett meg a teste, míg más ember halálra rémült volna. Az elmúlással szembesülve csak ennyit mondott, szinte nevetve: "Meghalni... borzasztóan nagy kaland lesz". Ezt a sort megismétli a Hookban is, a film zárómondataként pedig megfordítja: "Élni... Az lesz az óriási kaland!". Ez az idézet valójában a színdarab utolsó soraiban is jelen van, ahol a mesélő elmondja, hogy ha Péter Wendyvel maradt volna, akkor talán így kiált a sziklán: "Élni... borzasztóan nagy kaland lenne!".
Egyes feldolgozásokban és a Disney 1953-as rajzfilmjében Péter önző és beképzelt. Ezenfelül nagyon szigorúan ítél, például fafejűeknek nevezi az Elveszett Fiúkat, amikor pedig a Darling gyerekek haza akarnak menni, dühös lesz rájuk, mert azt hiszi, fel akarnak nőni. Mindezek ellenére Péternek nagyon erős igazságérzete van, és mindig segít a bajba jutottaknak.
A 2003-as filmben Péter nagyon érzékeny a felnőtté válás kérdésére. Mikor Hook szembesíti azzal, hogy Wendy fel fog nőni, férjhez megy, majd idővel "bezárja az ablakot" előtte, nagyon szomorú lesz, és végül elengedi a lányt.

## Képességek

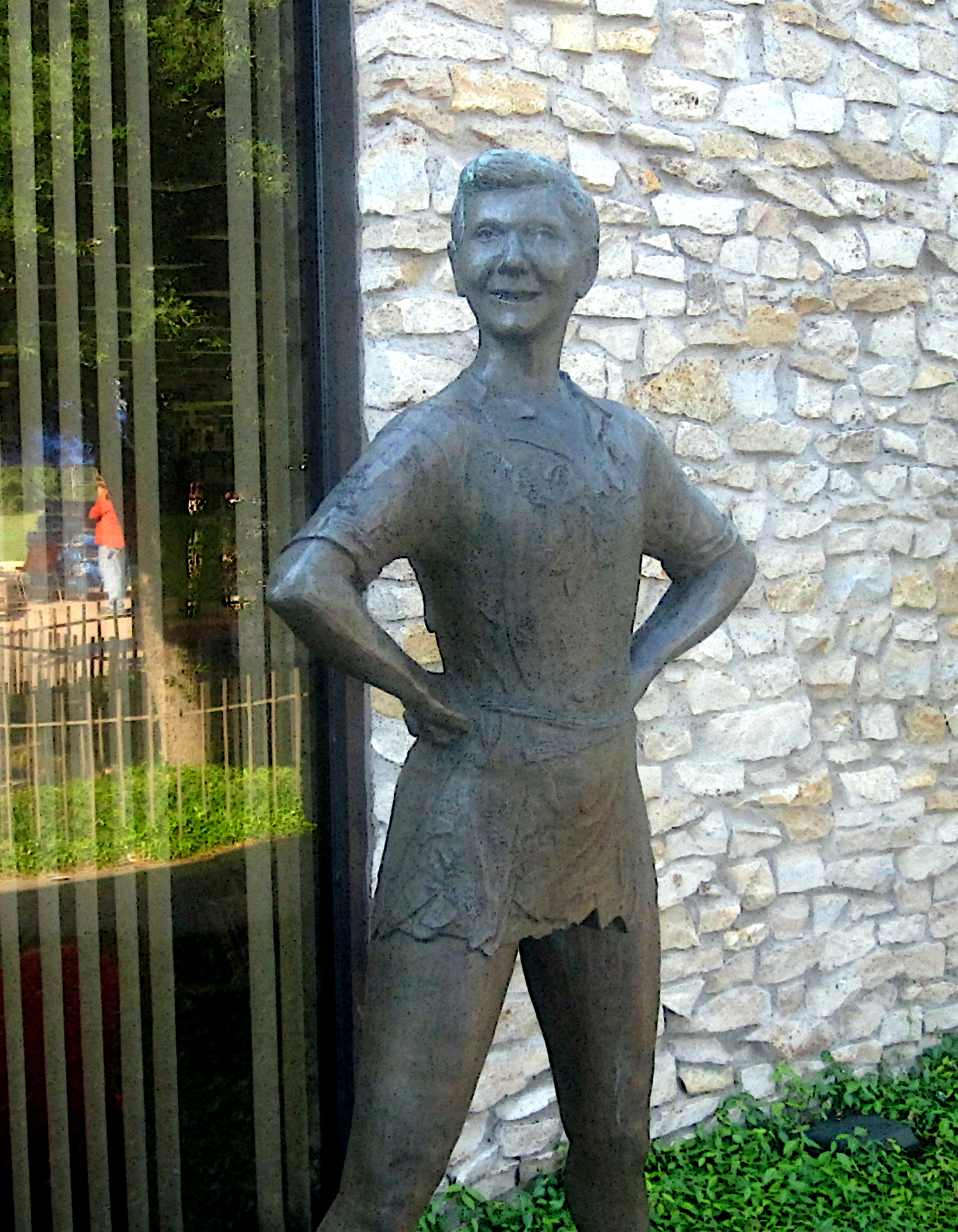
Pán Péter szobra Weatherfordban, Parker megye, Texas

Péter legfontosabb tulajdonsága az örök fiatalság. A Péter és Wendy szerint ahhoz, hogy gyermek maradhasson, el kell felejtenie kalandjait, és azokat a dolgokat, amiket a világról tanul. Azonban a tény, hogy a regényben az Elveszett Fiúk felnőnek és meghalhatnak, részben ellentmond ennek. A Péter és a csillagfogók egy varázslatos anyagnak, a földre hullott csillagpornak tulajdonítja a fiú örök fiatalságát.
Azt, hogy Péter tud repülni, A kis fehér madárban azzal magyarázzák, hogy  – mint minden újszülött – részben ő is madár. A színdarabban és a regényben örömteli gondolatok, illetve tündérpor segítségével tanítja meg repülni a Darling gyerekeket. Azonban nem biztos, hogy a jó gondolatok tényleg szükségesek, vagy hogy Péternek szüksége van tündérporra a repüléshez. Barrie a színdarabbal kapcsolatban a következőt mondta:

...az első előadások után a szülők kérésére bele kellett írnom a darabba, hogy a repüléshez mindenképp szükség van tündérporra, így meg lehet előzni, hogy további gyerekek próbálják ki otthon, és kelljen aztán orvost hívni hozzájuk.
 - J.M. Barrie

A Hookban Peter mindaddig nem tud repülni, amíg nem jutnak eszébe örömteli dolgok. A Péter és a csillagfogókban említett csillagpor valószínűleg a tündérporral azonos.
Péter hatással van egész Sohaországra, és annak lakóira. Bár Barrie szerint a sziget minden gyerek számára más és más, a sziget felébred, mikor a fiú visszatér Londonból.
A regény A hableányok öble című fejezetéből megtudhatjuk, hogy Péter számára szinte nincs lehetetlen. Ügyesen vív, még Hook kapitánnyal is felveszi a harcot, és egyik karját le is vágja. Rendkívül éles látása és hallása van. Jól utánoz hangokat, így Hook hangját és a krokodil ketyegését is. A 2003-as filmben a sellők delfin-szerű hangokkal kommunikálnak, amit Péter megért, és válaszolni is tud nekik.
A Péter és Wendyben megtudhatjuk, hogy Mrs Darling hallott egy legendát, miszerint ha egy gyerek meghal, Pán Péter elkíséri egy darabon, hogy ne féljen. Ebben a tekintetben párhuzam fedezhető fel közte, és a görög isten, Hermész között. (A mitológiabeli Pán a görög Hermész gyermeke.)
Az eredeti színműben senki nem érhet Péterhez (bár ő sem tudja, miért), a színdarab leírásából kiderül, hogy az előadás során ez így is marad. Wendy ugyan megpróbálja megcsókolni, de Csingiling megakadályozza ebben.

## Kapcsolatok
Péter nem ismeri a szüleit. A Pán Péter a Kensington Parkban szerint újszülöttként elszökött otthonról, mikor pedig visszatért, azt látta, hogy az ablakot bezárták, és egy másik gyerek vette át a helyét. A Péter és Wendyből kiderül, hogy Péternek fiútestvére született. A Csillagfogókban azt állítja magáról, hogy árva, de barátai, Molly és George kiderítik, kik a szülei. A Hook-ban Péter emlékszik az édesanyjára, aki azt akarta, hogy felnőjön, London legelőkelőbb iskolájába járjon, bíró legyen, mint az apja, és családot alapítson. Miután elszökik Sohaországba, szülei elfelejtik, és születik egy másik gyerekük.
Péter az Elveszett Fiúk vezetője, akik olyan fiúk, akiket elvesztettek a szüleik, ezért Sohaországba költöztek. A történet szerint Péter időről időre lesoványítja őket, nehogy felnőjenek. Péter legjobb barátja Csingiling, egy közönséges tündér, aki gyakran féltékenyen védi a fiút. Ősellensége Hook kapitány, akinek jobb karját levágja egy párbajban. Hook legénysége, így Mr Smee és Starkey is ellensége Péternek. A Csillagfogókban további ellenfelekkel bővül a történet: Slank, Lord Ombra, és Nerezza kapitány is Péter életére tör.
Időnként Péter visszalátogat a hétköznapi világba, főként a Kensington Park környékére; és gyakran összebarátkozik az ottani gyerekekkel. Legjelentősebb közülük Wendy Darling, akit megkért, hogy legyen az anyja. Őt és testvéreit, Johnt és Michaelt magával is viszi Sohaországba. A történet folyamán Wendy beleszeret Péterbe. A 2003-as filmben úgy tűnik, hogy ez az érzés kölcsönös, mivel az egyetlen szomorú gondolat, amitől Péter képtelen lesz repülni, az, hogy Wendy elhagyja, felnő, és saját családja lesz.
Wendy rejtett csókjával megmenti Pétert (ezzel mutatva, hogy igazán szereti), és visszaadja a fiú élniakarását. Később összebarátkozik Wendy lányával, Jane-nel, majd az ő lányával, Margarettel, és a regény szerint ez még sokáig így folytatódik. A Csillagfogókban Molly Asterrel és a fiatal George Darlinggal is barátok.
Sohaország minden lakója ismeri Pétert, így a sziget indián törzsei, a sellők és a tündérek is.
A Hookban Péter azért nő fel, hogy apa lehessen. Feleségül veszi Wendy unokáját, Moirát, és két gyereke lesz, Jack és Maggie.
Az 1953-as Disney rajzfilm szerint Mr Darling is ismeri Pétert, és járt is Sohaországban, mert a repülő kalózhajó furcsán ismerősnek tűnik neki, mintha már látta volna, mikor még egészen kicsi volt
Régis Loisel, francia képregényrajzoló feldolgozásában Pán Péter törvénytelen gyerek, akit kidob otthonról az erőszakos anyja. Bár nincsenek jó viszonyban, Péter megpróbálja elnyerni a szeretetét azzal, hogy aranyat visz neki Sohaországból, azonban mindhiába, anyja újra és újra elküldi. Később a nőt meggyilkolják, de Péter elfelejti anyja halálát, és mindig úgy emlékszik rá, mint egy kedves, jólelkű asszonyra, és azt hiszi, hogy még mindig életben van. A történetben felmerül, hogy Hook lehet Péter apja, mert van nála egy kép a fiú anyjáról; ám ez sosem nyert bizonyítást.
A 2011-es Neverland sorozat Pán Péter korai történetéről szól. A sorozatban többször előkerül, hogy Péter és Tigrisliliom szerelmesek egymásba, valamint hogy James "Jimmy" Hook eredetileg Péter barátja volt. Hook szerette Péter anyját, apját viszont megölte. Péter anyjának halála után Hook bűntudatot érez, ezért magához veszi a fiút, ám mikor kiderül, hogy Hook az apja gyilkosa, Péterben óriási harag gyúl, és bosszúból levágja Hook kezét, és megeteti egy krokodillal.

## Főbb történetek

### Barrie művei
- Pán Péter a Kensington Parkban A kis Péter kirepül hálószobája ablakán a Kensington Parkba, ahol összebarátkozik a tündérekkel. Barrie korábbi műve, A kis fehér madár 13-18. fejezete már tartalmazza ezt a történetet néhány sor eltéréssel.
- Pán Péter, avagy a fiú, aki sosem nő fel (színdarab), illetve Péter és Wendy (regény): Péter magával viszi Wendyt és testvéreit Sohaországba, ahol megküzd esküdt ellenségével, James Hook kapitánnyal. A történetnek több filmes feldolgozása is készült.

### Más szerzők munkái
- Hook (1991), Steven Spielberg filmje: Péter felnőtt, ügyvédként dolgozik, és Peter Banningnek hívják. Elfeledkezett Sohaországról, és feleségül vette Wendy unokáját, Moirát. Az idős Wendynél tett londoni látogatásuk alkalmával Hook elrabolja Peter gyerekeit, hogy visszacsalja Sohaországba, ahol végleg leszámolhat vele. Bár a történet végén visszatér Londonba, megígéri, hogy nem felejti el az Elveszett Fiúkat, és kijelenti, hogy bár kalandjai Pán Péterként végetértek, "élni... az lesz az óriási kaland".
- Visszatérés Sohaországba 2002, a Disney filmje: A II. világháború alatt Hook elrabolja Wendy lányát, Jane-t, de Péter megmenti, és megkéri, hogy legyen at Elveszett Fiúk új anyukája.
- Péter és a csillagfogók Dave Barry és Ridley Pearson műve: Péter kalandokra indul egy londoni árvaházból, és megtudhatjuk, hogyan ismerkedett mef Hookkal, a tündérekkel és Sohaországgal.
- Peter Pan in Scarlet (2006), Geraldine McCaughrean regénye: Wendy, John, Michael és az Elveszett Fiúk nagy része visszatér Sohaországba, ahol Pán Péter átvette Hook kapitány helyét. Ez a mű a Péter és Wendy hivatalos folytatása.

## Kulturális hatása
Pán Péter karaktere több irodalmi mű, film és paródia számára ötletet adott. J. R. R. Tolkien életrajzírója, Humphrey Carpenter szerint mély benyomást keltett a Pán Péter 1910-es birminghani előadása Tolkienre, és ez adott ötletet Középfölde tündéinek megalkotásához. 
Az 1953-as rajzfilm után Walt Disney tovább használta a karaktert, találkozhatunk vele többek között a Visszatérés Sohaországba című rajzfilmben, a Disney vidámparkokban, valamint videojátékokban.
A Pán Péter nevet használja a teljesség igénye nélkül több versenyló, egy lemezstudió, egy busztársaság és egy mogyorókrémgyártó is. Az 1960-as évek elején a Pán Péter Hadművelet során kubai gyerekeket menekítettek a Miamiba, hogy elkerüljék a Castro-rezsim viszontagságait. Dr. Dan Kiley létrehozta a Pán Péter-szindróma kifejezést A Pán Péter szindróma: férfiak, akik sosem nőttek fel című könyvében,
ami olyan emberekről szól, akiknek nehézségük van a felnőtté válással. Következő könyve, A Wendy dilemma, tanácsot ad a Pán Péter szindrómában szenvedők élettársainak, hogyan fejlesszék kapcsolatukat.
Pán Péter több átdolgozásban is szerepel: az 1953-as Disney rajzfilmben, egy 1954-es musicalben, az 1991-es Hookban, a 2003-as Pán Péter filmben, és még jó néhány műben, amit a mára már lejárt szerzői jog tulajdonosai nem engedélyeztek.
Pán Péterről több szobor is készült. Az első 1912. április 30-áról elsejére virradó hajnalban lett elhelyezve a londoni Kensington Parkban, május elseji meglepetésként a gyerekeknek.
Összesen hét szobor készült az eredeti minta alapján. A többi hat helyszíne:
- Liverpool, Anglia;[11]
- Brüsszel, Belgium[12]
- Camden, New Jersey, United States[13]
- Queens Gardens, Perth, Nyugat-Ausztrália;[14]
- Toronto, Ontario, Canada;[15]
- Bowring Park, St. John's, Newfoundland, Canada.

Két további szobor található J. M. Barrie szülőhelyén, a skóciai Kirriemuirben.
2000-ben engedélyezték egy újabb szobor elhelyezését Londonban, amin Péter tündérport szór. A szobrot 2005-ben Csingilinggel egészítették ki. Az új-zélandi Dunedin Botanikus Kertben látható egy szoborpár Péterről és Csingilingről, valamint a Darling gyerekekről.

## Magyarul
- Pán Péterke; ford. Bálint Lajos; Kultúra, Budapest, 1918
- Peter Pan; röv. kiad.; Epoha, Zagreb, 1969 (A gyermekirodalom klasszikusai)
- Peter Pan és Wendy; ford. Szilágyi Domokos; Creanga, Bukarest, 1972
- Peter Pan a Kensington Parkban / Peter Pan és Wendy; ford. Szilágyi Domokos; Creanga, Bukarest, 1976
- Pán Péter; J. M. Barrie meséi nyomán feldolg. Tótfalusi István; Móra, Budapest, 1983
- Peter Pan és Wendy; ford. Honti Katalin, Honti Mária; Officina Nova, Budapest, 1989
- Pán Péter; James Matthew Barrie nyomán szöveg Hirata Shogo, ford. Köteles Gyöngyi; Pesti Szalon, Budapest, 1994 (A Pesti Szalon mesélő füzetei)
- Pán Péter; újra elmesélte Ilse Binting, ford. Kincses Edit; Ciceró, Budapest, 2008 (Klasszikusok kisebbeknek)
- Pán Péter / Pán Péter a Kensington-kertben / Péter és Wendy; ford. Csonka Ágnes; Alexandra, Pécs, 2015
- Pán Péter; ford. Szabó Luca; Móra, Budapest, 2016 (Móra klassz)

## Fordítás
- Ez a szócikk részben vagy egészben  a   Peter Pan című angol Wikipédia-szócikk fordításán alapul.  Az eredeti cikk szerkesztőit annak laptörténete sorolja fel. Ez a jelzés csupán a megfogalmazás eredetét és a szerzői jogokat jelzi, nem szolgál a cikkben szereplő információk forrásmegjelöléseként.